# Деветеро врела
Деветеро врела је кратка десна притока Иломске, испод Петровог Поља. Иако је дуга само неколико стотина метара, може бити веома богата водом, посебно у прољеће.
Овај водоток је именован према увјерењу да потиче из девет извора, иако то визуелно није уочљиво.